# If You’re Reading This It’s Too Late
If You’re Reading This It’s Too Late ist ein Mixtape des kanadischen Rappers Drake, das im Februar 2015 erschien.

## Entstehung und Veröffentlichung
Die Erstveröffentlichung von If You’re Reading This It’s Too Late erfolgte am 12. Februar 2015 bei den Musiklabels Cash Money Records, Republic Records und Young Money Entertainment. Das Album erschien in seiner Originalausführung als Download mit 17 Titeln. Am 20. April desselben Jahres erschien es als CD-Ausführung mit zwei Bonustiteln (Katalognummer: 06025 4728879). Am 28. Oktober 2016 erschien es erstmals als LP-Ausführung (Katalognummer: 060254797345).
Geschrieben und produziert wurden die Lieder von verschiedenen, wechselnden Autoren und Musikproduzenten. Drake selbst war beim Schreibprozess aller Lieder beteiligt.

## Titelliste
1. Legend – 4:01
2. Energy – 3:01
3. 10 Bands – 2:57
4. Know Yourself – 4:35
5. No Tellin – 5:10
6. Madonna – 4:08
7. 6 God – 3:00
8. Star67 – 4:55
9. Preach (feat. PartyNextDoor) – 3:56
10. Wednesday Night Interlude (feat. PartyNextDoor) – 3:32
11. Used To (feat. Lil Wayne) – 4:28
12. 6 Man – 2:47
13. Now & Forever – 4:41
14. Company (feat. Travi$ Scott) – 4:12
15. You & the 6 – 4:24
16. Jungle – 5:20
17. 6PM in New York – 4:43

Bonustitel
1. How About Now – 3:55
2. My Side – 4:40

## Rezeption

### Rezensionen
Die E-Zine Laut.de bewertete If You’re Reading This It’s Too Late mit vier von möglichen fünf Punkten. Aus Sicht des Redakteurs Stefan Johannesberg lebe Drake bereits im Titel des Mixtapes „wieder seine Liebe zu Doppelbödigkeiten und subtilen Anspielungen aus.“ So könnte sich der Titel laut Spekulationen von Johannesberg etwa an Birdman, P. Diddy, Kanye West, Kendrick Lamar oder Tyga richten. Drake gehe „wie es sich für ein Straßenalbum gehör[e], […] dabei straight und ohne Kompromisse ans Werk.“ Der Sound der Produktionen kreiere „eine dunkle, fast winterliche Stimmung.“ Auch „Hooks oder eingängige Raffinessen“ suche der Hörer vergeblich. Mit den Themen „Frauengeschichten, Familienprobleme, Weltschmerz, große Schnauze und großes Geld“ stelle der kanadische Rapper „das bürgerliche Millenials-Pendant zu DMX' ‚More Money, More Cash, More Hoes‘ Ende der 90er“ dar.

### Bestenliste
In der Liste der besten „Hip Hop-Alben des Jahres“ 2015 von Laut.de wurde If You’re Reading This It’s Too Late auf Rang 17 platziert. Aus Sicht der Redaktion zementiere der Rapper „mit dem Überraschungstape seinen Status als Big Player des Raps.“ Drake beiße sich „mit großer Klappe, unverwechselbar eingängigen Texten und jeder Menge Hitpotenzial […] am Zeitgeist fest.“

### Preise
Bei den Grammy Awards 2016 wurde If You’re Reading This It’s Too Late in der Kategorie Best Rap Album nominiert, unterlag jedoch To Pimp a Butterfly von Kendrick Lamar. Bei den Juno Awards 2016 wurde das Album als Rap Recording of the Year ausgezeichnet.

## Kommerzieller Erfolg
In Kanada konnten in der ersten Woche 37.000 Einheiten von If You’re Reading This It’s Too Late verkauft werden. Damit stieg die Veröffentlichung auf Rang eins der kanadischen Albumcharts ein. Insgesamt reichten die Verkäufe innerhalb Kanadas zur Platzierung des Mixtapes auf Platz fünf der Jahrescharts. In den Vereinigten Staaten wurde das Mixtape in der ersten Verkaufswoche 535.000 Mal abgesetzt. Dies reichte für eine weitere Nummer-eins-Platzierung in den Billboard 200. In den US-amerikanischen Jahrescharts positionierte sich If You’re Reading This It’s Too Late auf Rang vier.
In Australien stieg If You’re Reading This It’s Too Late auf Platz zwei ein und hielt sich zehn Wochen in den Albumcharts. Auch in Neuseeland war Drake mit Platz drei erfolgreich. Im deutschsprachigen Raum konnte der Rapper vor allem in der Schweiz Erfolge feiern, wo er Rang sieben der Charts erreichen konnte. Auch in Österreich war das Mixtape mit Rang 20 vertreten. In Deutschland fiel der Erfolg mit Platz 89 vergleichsweise gering aus.

### Chartplatzierungen
| ChartsChartplatzierungen       | Höchstplatzierung | Wochen |
| ------------------------------ | ----------------- | ------ |
| Deutschland (GfK)              | 89 (1 Wo.)        | 1      |
| Österreich (Ö3)                | 20 (1 Wo.)        | 1      |
| Schweiz (IFPI)                 | 7 (4 Wo.)         | 4      |
| Vereinigte Staaten (Billboard) | 1 (201 Wo.)       | 201    |
| Vereinigtes Königreich (OCC)   | 3 (61 Wo.)        | 61     |

| ChartsJahrescharts (2015)      | Platzierung |
| ------------------------------ | ----------- |
| Vereinigte Staaten (Billboard) | 4           |
| Vereinigtes Königreich (OCC)   | 49          |

| ChartsJahrescharts (2016)      | Platzierung |
| ------------------------------ | ----------- |
| Vereinigte Staaten (Billboard) | 35          |

| ChartsJahrescharts (2017)      | Platzierung |
| ------------------------------ | ----------- |
| Vereinigte Staaten (Billboard) | 86          |

| ChartsJahrescharts (2018)      | Platzierung |
| ------------------------------ | ----------- |
| Vereinigte Staaten (Billboard) | 139         |

### Auszeichnungen für Musikverkäufe
| Land/Region                  | Auszeichnungen für Musikverkäufe (Land/Region, Auszeichnung, Verkäufe) | Verkäufe  |
| ---------------------------- | ---------------------------------------------------------------------- | --------- |
| Australien (ARIA)            | Platin                                                                 | 70.000    |
| Dänemark (IFPI)              | Platin                                                                 | 20.000    |
| Kanada (MC)                  | 2× Platin                                                              | 160.000   |
| Neuseeland (RMNZ)            | Platin                                                                 | 15.000    |
| Vereinigte Staaten (RIAA)    | 4× Platin                                                              | 4.000.000 |
| Vereinigtes Königreich (BPI) | Platin                                                                 | 300.000   |
| Insgesamt                    | 10× Platin ·                                                           | 4.565.000 |

Hauptartikel: Drake (Rapper)/Auszeichnungen für Musikverkäufe